# 臺中轉運中心
臺中轉運中心是位於臺灣臺中市東區，與臺中車站共構的客運轉運站。站體共分為服務市區公車的南站、北站及計劃中服務長途客運的干城站。2018年10月11日，位於臺中車站一樓轉運中心正式啟用，並配合轉運中心計畫整合為南站；北站則於2022年6月24日動工，預計2025年9月下旬完工；干城站目前正在規劃中。

## 概要
原先建置臺中市快捷巴士藍線之臨時站，位於建國路與臺灣大道一段口、站前廣場公車站後方，2014年7月27日啟用，車站為一座臨時性的地面車站，並設有雙向出口，2016年拆除臨時站。新站體為2018年10月11日啟用的臺中車站一樓轉運中心，並配合轉運中心計畫整合為南站，專門提供市區公車服務；另於雙十路東側，南京路與八德路間設置北站，於2022年6月24日動工，預計2025年9月下旬完工。遠期則計畫於雙十路東側，公園東路與南京路間設置干城站，目前規劃中。

## 歷史
- 2014年7月27日：台中BRT藍線臨時站啟用。
- 2015年7月8日：臺中市快捷巴士系統廢除後，轉型為臺中市公車臺灣大道幹線的公車站，有臺中市公車300路、305路、306路停靠本站。[6]
- 2016年10月29日：配合臺中鐵路高架化第二階段工程將拆除臨時站，原300、305、306路變更行駛動線暫不停靠本站，[7]待臺中車站後期工程與周邊交通工程完工後將移入臺中車站一樓成為臺中車站的公車轉運站。
- 2017年4月7日：拆除臨時站，拆除前曾短暫成為計程車招呼站。[8]
- 2018年10月11日，臺中車站一樓轉運中心啟用，公車站安排於A、B月台[9]
- 2019年11月調整公車動線，A月台為臺灣大道幹線公車，B月台為往北屯、潭子、豐原（經崇德路）公車，C月台為往北屯、潭子、豐原（經北屯路）公車，D月台為往一中商圈或逢甲夜市的公車。[10][11]

## 停靠路線

### 南站
| D月台        |                                                                                              |
| 公車專用車道 | ← 5路、11路、25路、35路、131路、132路，往返一中商圈、逢甲商圈、霧峰區                        |
| C月台        |                                                                                              |
| 公車專用車道 | ← 50路、55路、61路（往太平方向）、73路、75路、241路、249路、301路、249路，行駛北屯路、南京路 |
| B月台        |                                                                                              |
| 公車專用車道 | ← 12路、58路、65路、131路，行駛崇德路                                                        |
| A月台        |                                                                                              |
| 公車專用車道 | ← 300路、309路、310路、500路，行駛臺灣大道                                                   |

## 周邊
- 舊臺中車站（國定古蹟）
- 20號倉庫（市定古蹟）
- 綠川
- 東協廣場
- 日出集團宮原眼科、第四信用合作社門市
- 繼光街、電子街徒步區
- 自由路商圈
- 大魯閣新時代購物中心
- 文化部文化資產園區（歷史建築）
- 秀泰生活台中站前店
- 臺中捷運藍線/橘線臺中車站(規劃中)

## 轉乘運輸

### 軌道系統
- 台灣鐵路公司臺中車站
- 臺中捷運藍線
- 臺中機場捷運

### 公車客運系統
客運場站
- 國光客運：干城站（臨時站）
- 台中客運、統聯客運：臺中車站(大智北路)（臨時站）

#### 市區公車
搭乘臺中市公車，使用悠遊卡（含ICash悠遊卡、悠遊聯名卡）、一卡通（含聯名卡），則可享受市公車基本里程10公里刷卡免費優待及轉乘優惠。
- 台灣大道幹線

| 臺中市公車列表（經臺中車站路線） |                                                      |                                                    | | |  |
| 路線號碼                         | 營運路線名稱                                         | 經營業者                                           | 搭乘地點                                                                                               | 備註 |  |
| 1                                | 臺中刑務所演武場－中臺科技大學                       | 中台灣客運                                         | 往中台科大：臺中車站（民族路口） 往臺中刑務所演武場：臺中車站（成功路口）                              | |  |
| 5                                | 臺中車站—僑光科技大學                                | 全航客運                                           | 往僑光科技大學：臺中車站（民族路口）或臺中車站（臺中轉運中心） 往臺中車站：臺中車站（民族路口）        | |  |
| 6                                | 干城站－忠義里                                       | 台中客運                                           | 往忠義里：臺中車站（臺灣大道） 往干城站：臺中車站（民族路口）                                          | |  |
| 7                                | 臺中一中－永成公園                                   | 東南客運                                           | 往永成公園：臺中車站（臺灣大道） 往臺中一中：臺中車站（民族路口）                                      | 實際起點為雙十興進路口 經長億高中                                                                                        |  |
| 8                                | 臺中刑務所演武場－逢甲大學                           | 台中客運                                           | 往臺中刑務所演武場、往逢甲大學：臺中車站（臺灣大道）                                                   | |  |
| 11                               | 臺中車站環線（綠能街車）                             | 台中客運（右環） 豐原客運（左環） 全航客運（左環） | 右環：臺中車站（民族路口） 左環：臺中車站（成功路口）                                                  | 右環先抵達站位為：干城站 左環先抵達站位為：民權繼光街口                                                                  |  |
| 12                               | 明德高中－豐原高中                                   | 台中客運 全航客運 豐原客運                         | 往豐原高中：臺中車站（民族路口）或臺中車站（臺中轉運中心） 往明德高中：臺中車站（成功路口）            | |  |
| 14                               | 干城站—舊庄                                          | 台中客運                                           | 往舊庄：臺中車站（臺灣大道） 往干城站：臺中車站（民族路口）                                            | 部分班次延駛至南清宮 經社口                                                                                              |  |
| 14副                             | 干城站－神岡區公所                                   | 台中客運                                           | 往神岡區公所：臺中車站（臺灣大道）br>往干城站：臺中車站（民族路口）                                    | 部分班次延駛至大圳厚生路口 經大雅                                                                                        |  |
| 15                               | 臺中刑務所演武場—國軍臺中總醫院                      | 台中客運                                           | 往國軍臺中總醫院、往臺中刑務所演武場：臺中車站（臺灣大道）                                             | |  |
| 20                               | 干城站—潭子車站（東站）                              | 中台灣客運                                         | 往潭子車站：臺中車站（成功路口） 往干城站：臺中車站（民族路口）                                        | |  |
| 21                               | 臺中刑務所演武場—貴城山莊                            | 中鹿客運                                           | 往貴城山莊：臺中車站（民族路口） 往道禾六藝文化館：臺中車站（成功路口）                                | |  |
| 21延1                            | 臺中刑務所演武場—貴城山莊－民德橋                    | 中鹿客運                                           | 往民德橋：臺中車站（民族路口） 往臺中刑務所演武場：臺中車站（成功路口）                                | 平日部分班次繞駛至東山高中，例假日及寒暑假所有班次併入正線 併入正線後不繞駛至東山高中且民德橋端時刻改貴城山莊端發車。    |  |
| 21延2                            | 臺中刑務所演武場—貴城山莊－中興嶺                    | 中鹿客運                                           | 往中興嶺：臺中車站（民族路口） 往臺中刑務所演武場：臺中車站（成功路口）                                | |  |
| 25                               | 忠信國小－僑光科技大學                               | 中台灣客運                                         | 往僑光科技大學：臺中車站（民族路口） 往忠信國小：臺中車站（成功路口）                                  | |  |
| 27                               | 臺中車站—嶺東科技大學                                | 台中客運                                           | 往嶺東科技大學：臺中車站（民族路口） 往臺中車站：臺中車站（民族路口）                                  | |  |
| 29                               | 嶺東科技大學-第一廣場－嶺東科技大學                  | 台中客運                                           | 往第一廣場：第一廣場 往嶺東科技大學：第一廣場                                                          | 為單循環路線 經一中街 |  |
| 30                               | 嶺東科技大學－第一廣場－嶺東科技大學                 | 仁友客運                                           | 往干城站：干城站 往嶺東科技大學：第一廣場                                                              | 為單循環路線 經南屯路 |  |
| 32                               | 大鵬新城－旱溪東東英五街口                           | 仁友客運                                           | 往旱溪東東英五街口：臺中車站（民族路口） 往大鵬新城：臺中車站（成功路口）                              | |  |
| 33                               | 僑光科技大學－高鐵臺中站                             | 台中客運                                           | 往高鐵臺中站：臺中車站（臺灣大道） 往僑光科技大學：臺中車站（民族路口）                                | 經新光三越、文心路、天津路商圈、進化路                                                                                   |  |
| 35                               | 僑光科技大學－南區公所                               | 台中客運                                           | 往南區公所：臺中車站（臺灣大道） 往僑光科技大學：臺中車站（民族路口）或臺中車站（臺中轉運中心）        | 經西屯路 |  |
| 37                               | 橫山－高鐵臺中站                                     | 中台灣客運                                         | 往高鐵臺中站：臺中車站（臺灣大道） 往橫山：臺中車站（民族路口）                                        | |  |
| 40                               | 臺中車站－中台新村                                   | 中鹿客運                                           | 往中台新村：干城站或第一廣場 往臺中車站：干城站                                                        | 實際起站為干城站 經南屯路、五權路、五權西路                                                                              |  |
| 41                               | 公共資訊圖書館－慈明高中                             | 台中客運                                           | 往慈明高中：第一廣場 往公共資訊圖書館：臺中車站（臺灣大道）                                            | 實際終點為水井前 距慈明高中最近之站牌為「七星」                                                                          |  |
| 45                               | 中科管理局－第一廣場－中科管理局－延線：中科實驗中學 | 中鹿客運                                           | 往第一廣場：干城站 往中科管理局：第一廣場                                                              | 為單循環路線 經逢甲大學、西屯路                                                                                          |  |
| 48                               | 興大附農—嶺東科技大學                                | 豐榮客運                                           | 往嶺東科技大學、往興大附農：臺中車站（臺灣大道）                                                       | 經台中工業區 |  |
| 50                               | 文英兒童公園－921地震教育園區                        | 統聯客運                                           | 往文英兒童公園：臺中車站（民族路口）或臺中車站（臺中轉運中心） 往921地震教育園區：臺中車站（成功路口） | 經大里國光路、霧峰 |  |
| 51                               | 莒光新城－大坑9號步道                                | 豐原客運                                           | 往大坑9號步道、莒光新城：臺中車站（復興路）                                                            | 經屯區藝文中心 |  |
| 52                               | 忠明進化建成線 （太原車站－臺中車站－太原車站）      | 中鹿客運                                           | 左環線：臺中車站（大智北路） 右環線：臺中車站（大智北路）                                              | 左環線先抵達「豬事圓滿公園」 右環線先抵達「三十張犁公園」                                                                |  |
| 58                               | 大慶活動中心－潭子勝利運動公園                       | 全航客運                                           | 往潭子：臺中車站（民族路口） 往大慶活動中心：臺中車站（成功路口）                                      | 實際終點為甘蔗里活動中心                                                                                                 |  |
| 58副                             | 大慶活動中心－潭子勝利運動公園                       | 全航客運                                           | 往潭子：臺中車站（民族路口）或臺中車站（臺中轉運中心） 往大慶活動中心：臺中車站（成功路口）            | 實際終點為甘蔗里活動中心 經大豐路、大富路                                                                                |  |
| 59                               | 舊社公園－舊正                                       | 統聯客運                                           | 往舊社公園：臺中車站（民族路口） 往舊正：臺中車站（成功路口）                                          | 經大里國光路、市立大里高中、大峰路                                                                                       |  |
| 60                               | 坪頂－大智公園                                       | 台中客運                                           | 停靠車站：臺中車站（復興路）                                                                           | |  |
| 61                               | 太平－臺中車站－大雅                                 | 統聯客運                                           | 往大雅：臺中車站（臺灣大道） 往太平：臺中車站（成功路口）                                              | |  |
| 65                               | 南區公所－潭雅神綠園道                               | 全航客運                                           | 往潭雅神綠園道：臺中車站（民族路口）或臺中車站（臺中轉運中心） 往南區公所：臺中車站（成功路口）        | 部分班次繞駛四張犁 |  |
| 65延                             | 南區公所－大富路98巷口                               | 全航客運                                           | 往大富路98巷口：臺中車站（民族路口）或臺中車站（臺中轉運中心） 往南區公所：臺中車站（成功路口）        | |  |
| 67                               | 台中區監理所－秀泰影城                               | 中鹿客運                                           | 往東海街口、往秀泰影城：干城站                                                                         | 每日四班次繞駛至雙十國中、力行國小                                                                                       |  |
| 70                               | 嶺東科技大學－第一廣場－嶺東科技大學                 | 台中客運                                           | 往第一廣場：第一廣場 往嶺東科技大學：第一廣場                                                          | 經一中街、廣三SOGO 為單循環路線                                                                                          |  |
| 71                               | 臺中洲際棒球場－植物園（西屯路）                     | 台中客運                                           | 往植物園：臺中車站（民族路口） 往臺中洲際棒球場：臺中車站（民族路口）或臺中車站（臺中轉運中心）        | |  |
| 73                               | 統聯轉運站－文英兒童公園                             | 統聯客運                                           | 往文英兒童公園：臺中車站（民族路口）或臺中車站（臺中轉運中心） 往統聯轉運站：臺中車站（成功路口）      | |  |
| 75                               | 臺中榮總－吉星社區                                   | 統聯客運                                           | 往吉星社區：臺中車站（民族路口）或臺中車站（臺中轉運中心） 往臺中榮總：臺中車站（成功路口）            | 實際起點為榮總宿舍 |  |
| 81                               | 統聯轉運站－臺中火車站－太平                         | 統聯客運                                           | 往太平：臺中車站（成功路口） 往統聯轉運站：臺中車站（臺灣大道）                                        | |  |
| 82                               | 水湳－高鐵臺中站                                     | 台中客運                                           | 往高鐵臺中站、往水湳：臺中車站（臺灣大道）                                                             | 實際起點為貿易三村 |  |
| 86                               | 臺中轉運站－國軍臺中總醫院－臺中轉運站               | 國光客運                                           | 往國軍臺中總醫院、臺中轉運站：臺中車站（臺灣大道）                                                     | 為單循環路線 |  |
| 89                               | 嶺東科技大學－東門橋                                 | 中鹿客運                                           | 停靠車站：臺中車站（復興路）                                                                           | |  |
| 101                              | 敦化七街口—彰化車站                                  | 台中客運                                           | 往彰化車站、往敦化后庄七街口：臺中車站（臺灣大道）                                                         | 經水湳 |  |
| 105                              | 四張犁—臺中車站－龍井；延線：龍津高中                | 中鹿客運                                           | 往龍井、往四張犁：臺中車站（臺灣大道）                                                                 | 起點為四張犁國小；終點為龍山國小（山腳里）                                                                               |  |
| 107                              | 黎明新村－舊正（烏溪橋頭）                           | 台中客運                                           | 往舊正、往黎明新村：臺中車站（臺灣大道）                                                               | 實際起點為警察電台 |  |
| 108                              | 港尾－南開科技大學校區                               | 台中客運                                           | 往南開科技大學校區、往港尾：臺中車站（臺灣大道）                                                       | 經水湳、立人高中、亞洲大學                                                                                               |  |
| 131                              | 北屯區行政大樓─朝陽科技大學                          | 台中客運                                           | 往朝陽科技大學：臺中車站（臺灣大道） 往北屯區行政大樓：臺中車站（民族路口）或臺中車站（臺中轉運中心）  | 經臺中一中、竹仔坑、大里塗城路                                                                                           |  |
| 132                              | 北屯區行政大樓─朝陽科技大學                          | 台中客運                                           | 往朝陽科技大學、往北屯區行政大樓：臺中車站（臺灣大道）                                                 | 經草湖、霧峰吉峰路 |  |
| 142                              | 豐年社區－第一廣場－豐年社區                         | 台中客運                                           | 往第一廣場、往豐年社區：第一廣場                                                                       | 為單循環路線 |  |
| 154                              | 台中女中－大甲區公所                                 | 台中客運                                           | 往大甲區公所、往臺中女中：臺中車站（民族路口）                                                         | 台中市區非逐站停靠 經臺中一中 部分班次延駛至頂店                                                                         |  |
| 158                              | 高鐵臺中站－朝陽科技大學                             | 全航客運                                           | 往朝陽科技大學：臺中車站（臺灣大道） 往高鐵臺中站：臺中車站（民族路口）                                | |  |
| 163                              | 華盛頓中學－第一廣場－華盛頓中學                     | 台中客運                                           | 往第一廣場、往華盛頓中學：第一廣場                                                                     | 為單循環路線 |  |
| 201                              | 新民高中－亞洲大學                                   | 台中客運                                           | 往亞洲大學、往新民高中：臺中車站（臺灣大道）                                                           | |  |
| 202                              | 豐富公園－樹德路－豐原                               | 豐原客運                                           | 往豐原、往豐富公園：臺中車站（民族路口）                                                               | |  |
| 203                              | 豐富公園－新田－豐原                                 | 豐原客運                                           | 往豐原、往豐富公園：臺中車站（民族路口）                                                               | |  |
| 242                              | 高鐵臺中站－吉星社區                                 | 統聯客運                                           | 往吉星社區、往高鐵臺中站：臺中車站（復興路）                                                           | |  |
| 249                              | 臺中車站（民族路口）－修平科技大學                   | 全航客運                                           | 往修平科技大學：李芳艾美酒店對面                                                                       | 經精武社區、勤益科技大學、太平                                                                                           |  |
| 270                              | 豐富公園－東勢                                       | 豐原客運                                           | 往東勢、往豐富公園：臺中車站（民族路口）                                                               | 經大南 |  |
| 271                              | 豐富公園－東勢                                       | 豐原客運                                           | 往東勢、往豐富公園：臺中車站（民族路口）                                                               | 經東興 |  |
| 276                              | 豐富公園－東勢                                       | 豐原客運                                           | 往東勢、往豐富公園：臺中車站（民族路口）                                                               | 經興中山莊 |  |
| 277                              | 豐富公園－東勢                                       | 豐原客運                                           | 往東勢、往豐富公園：臺中車站（民族路口）                                                               | 經復盛里 |  |
| 280                              | 臺中二中－修平科技大學                               | 豐原客運                                           | 往臺中二中：臺中車站（復興路）或（民族路口） 往修平科技大學：臺中車站（成功路口）或臺中車站（復興路）  | |  |
| 281                              | 臺中車站－霧峰農工                                   | 中台灣客運                                         | 往霧峰農工：臺中車站（成功路口） 往臺中車站：臺中車站（民族路口）                                      | 實際起站為「干城站」 不行經烏日區                                                                                        |  |
| 281副                            | 臺中車站－霧峰農工                                   | 中台灣客運                                         | 往霧峰農工：臺中車站（成功路口） 往臺中車站：臺中車站（民族路口）                                      | 實際起站為「干城站」 經烏日區                                                                                            |  |
| 284                              | 臺中車站－修平科技大學                               | 台中客運                                           | 往修平科技大學：臺中車站（成功路口） 往臺中車站：臺中車站（民族路口）                                  | |  |
| 285                              | 新建國市場－銀聯一村                                 | 東南客運                                           | 往銀聯一村、往新建國市場：臺中車站（復興路）                                                           | |  |
| 285副                            | 新建國市場－竹仔坑                                   | 東南客運                                           | 往竹仔坑、新建國市場：臺中車站（復興路）                                                               | |  |
| 286                              | 臺中二中－崁頂                                       | 豐原客運                                           | 往臺中二中：臺中車站（民族路口）或臺中車站（復興路） 往崁頂：臺中車站（成功路口）或臺中車站（復興路）  | 經車籠埔 |  |
| 288                              | 臺中二中－茅埔                                       | 豐原客運                                           | 往臺中二中：臺中車站（民族路口）或臺中車站（復興路） 往茅埔：臺中車站（成功路口）或臺中車站（復興路）  | 實際終點為天圓彌勒院 |  |
| 289                              | 臺中二中－東平社區                                   | 國光客運                                           | 往臺中二中、東平社區：臺中車站（大智北路）                                                             | |  |
| 290                              | 干城站－童綜合醫院（梧棲院區）                       | 台中客運                                           | 往童綜合醫院、往干城站：臺中車站（民族路口）                                                           | 部分班次繞駛南寮里 |  |
| 300                              | 靜宜大學－臺中車站－靜宜大學                         | 臺中客運 統聯客運 巨業交通                         | 往靜宜大學、臺中車站：臺中車站（原臺中BRT藍線車站，現為臺中轉運中心）                                  | 為行駛於公車專用道的市公車路線之一 原臺中BRT藍線路線 本路線為環狀線，臺中火車站為迴轉中繼站                              |  |
| 301                              | 靜宜大學－新民高中                                   | 統聯客運                                           | 往新民高中：第一廣場或干城站 往靜宜大學：臺中車站（臺灣大道）                                          | 為行駛於公車專用道的市公車路線之一 原86路日間                                                                            |  |
| 302                              | 臺中國際機場－臺中公園                               | 中台灣客運                                         | 往臺中公園：第一廣場或干城站 往臺中國際機場：臺中車站（臺灣大道）                                      | 為行駛於公車專用道的市公車路線之一 原2013年時期150路，但現今行駛區間與當時不同                                           |  |
| 303                              | 港區藝術中心－新民高中                               | 統聯客運                                           | 往新民高中：第一廣場或干城站 往港區藝術中心：臺中車站（臺灣大道）                                      | 為行駛於公車專用道的市公車路線之一 經清水區鰲峰路 由原藍12路與原83路整併 行經路線大致與304路相同                         |  |
| 304                              | 新民高中－港區藝術中心                               | 台中客運                                           | 往新民高中：第一廣場或干城站 往港區藝術中心：臺中車站（臺灣大道）                                      | 為行駛於公車專用道的市公車路線之一 經清水區五權路 由原藍7路與原88路整併而成 行經路線大致與303路相同                      |  |
| 305                              | 大甲－鹿寮－臺中車站－大甲                           | 巨業交通                                           | 往大甲、臺中車站：臺中車站（臺灣大道）                                                                 | 為行駛於公車專用道的市公車路線之一 行經路線大致同原168路 本路線為環狀線，臺中車站為迴轉中繼站                            |  |
| 306                              | 清水－梧棲－臺中車站－清水                           | 巨業交通                                           | 往大甲、臺中車站：臺中車站（臺灣大道）                                                                 | 為行駛於公車專用道的市公車路線之一 原169路 本路線為環狀線，臺中車站為迴轉中繼站                                          |  |
| 307                              | 新民高中－梧棲觀光漁港                               | 台中客運                                           | 往新民高中：第一廣場或干城站 往梧棲觀光漁港：臺中車站（臺灣大道）                                      | 為行駛於公車專用道的市公車路線之一 原57路                                                                                |  |
| 308                              | 關連工業區－新民高中                                 | 統聯客運                                           | 往新民高中：第一廣場或干城站 往關連工業區：臺中車站（臺灣大道）                                        | 為行駛於公車專用道的市公車路線之一 原87路                                                                                |  |
| 309                              | 高美濕地－臺中車站－高美濕地                         | 統聯客運                                           | 往臺中車站、往高美濕地：臺中車站（原臺中BRT藍線車站，現為臺中轉運中心）                                | 為行駛於公車專用道的市公車路線之一 原87路                                                                                |  |
| 310                              | 臺中港旅客服務中心－臺中車站                         | 統聯客運                                           | 往臺中車站、往臺中港旅客服務中心：臺中車站（原臺中BRT藍線車站，現為臺中轉運中心）                      | 為行駛於公車專用道的市公車路線之一 原87路                                                                                |  |
| 323                              | 臺中車站－臺中區監理所                               | 臺中客運                                           | 往臺中車站、臺中區監理所：臺中車站（民族路口）                                                         | 原106路 |  |
| 324                              | 臺中都會公園－新民高中                               | 臺中客運                                           | 往新民高中、往臺中都會公園：臺中車站（民族路口）                                                       | 原146路 |  |
| 325                              | 臺中車站－大肚車站                                   | 臺中客運                                           | 往臺中車站、往大肚車站：臺中車站（民族路口）                                                           | 原147路 |  |
| 326                              | 靜宜大學－新民高中                                   | 統聯客運                                           | 往新民高中：第一廣場或干城站 往靜宜大學：臺中車站（臺灣大道）                                          | 行駛於臺灣大道慢車道 原86路夜間 與301路所屬路權不同                                                                      |  |
| 500                              | 台中車站－台中國際機場                               | 台中客運                                           | 往台中國際機場：臺中車站（臺灣大道）                                                                   | |  |
| 525                              | 臺中刑務所演武場－社口                               | 中鹿客運                                           | 往臺中刑務所演武場：麥當勞對面 往社口：麥當勞前                                                        | 中清民生幹線。經台中女中、中國醫藥學院、曉明女中、中台灣電影中心、台中地方法院、中清交流道、豐原東站、大華國中、重慶國小 |  |
| 651                              | 大甲區公所－臺中女中                                 | 中台灣客運                                         | 往臺中女中：臺中車站（成功路口） 往大甲區公所：臺中車站（民族路口）                                    | 經大甲車站、捷運文心崇德站、國立臺中科技大學、中國醫藥學院                                                               |  |
| 700                              | 明德高中－豐原高中(非逐站停靠)                       | 台中客運、全航客運                                 | 往豐原高中：臺中車站（民族路口） 往明德高中：臺中車站（臺灣大道）                                      | |  |
| 701                              | 豐原東站－新建國市場                                 | 中台灣客運                                         | 往新建國市場、往豐原東站：臺中車站（民族路口）                                                         | 實際起點為翁子保養廠 經崇德路、臺中一中、臺中州廳、臺中產業故事館                                                        |  |
| 850                              | 臺中車站－谷關                                       | 豐原客運                                           | 往谷關、往臺中車站：臺中車站（復興路）                                                                 | 行經路線逐站停靠 |  |
| 900                              | 地方法院－豐原                                       | 豐原客運                                           | 往豐原：臺中車站（民族路口）或臺中車站（臺中轉運中心） 往地方法院：臺中車站（民族路口）                | 原55改號 |  |
| 901                              | 豐原－明德高中                                       | 台中客運                                           | 往明德高中、往豐原：臺中車站（臺灣大道）                                                               | 實際起點為豐東北陽二街口，實際終點為大智益民路口 經豐東路                                                                |  |
| 901副                            | 豐原－明德高中                                       | 台中客運                                           | 往明德高中、往豐原：臺中車站（臺灣大道）                                                               | 實際起點為豐東北陽二街口，實際終點為大智益民路口 經豐原大道                                                              |  |

#### 國道公路客運
國道客運
- 統聯客運（臺中車站(大智北路)）：1619往臺北、竹科生活館 1620往林口、三重、臺北 1623往桃園機場、1625往麻豆、新營、臺南、1621往岡山、楠梓、高雄
- 臺中客運（臺中車站(大智北路)）：竹山、新竹、西螺、虎尾、土庫、北港、臺西、四湖
- 國光客運（干城站）：基隆、板橋、臺北、桃園機場、桃園、中壢、新竹、嘉義、臺南、楠梓/高雄、屏東

公路客運
- 全航客運（臺中站）：6268往草屯、埔里
- 彰化客運（臺中站）：6933經由彰化往鹿港、6935往彰化、和美、伸港
- 南投客運（臺中站）：6670往埔里、日月潭
- 員林客運（臺中站）：6735往二水、6736經彰化往二林、6737經彰化往二林西港、6738經彰化往芳苑王功、6882彰化員林往西螺
- 總達客運（臺中站）：6322經省道3號、6333 往南投、草屯、集集、水里
- 中鹿客運（後火車站）、干城站：9018經國道1號往鹿港
- 聯營路線：6870、6871、6883、6899、9120

### iBike
- 臺中火車站（建國路／臺灣大道、中山路口）

## 外部連結
- 维基共享资源上的相關多媒體資源：臺中轉運中心